# Écozone néotropicale : plantes à graines par nom scientifique (N)
à compléter par ordre alphabétique

## Ne

### Neo
- Neobuxbaumia - fam. Cactacées (Cactus)
  - Neobuxbaumia euphorbioides
  - Neobuxbaumia macrocephala
  - Neobuxbaumia mezcalaensis
  - Neobuxbaumia multiareolata
  - Neobuxbaumia polylopha
  - Neobuxbaumia scoparia
  - Neobuxbaumia squamulosa
  - Neobuxbaumia tetetzo

- Neolloydia - fam. Cactacées (Cactus)
  - Neolloydia conoidea
  - Neolloydia matehualensis

- Neoporteria - fam. Cactacées (Cactus)
  - Neoporteria andreaeana
  - Neoporteria aspillagae
  - Neoporteria bulbocalyx
  - Neoporteria chilensis
  - Neoporteria clavata
  - Neoporteria curvispina
  - Neoporteria horrida
  - Neoporteria islayensis
  - Neoporteria jussieui
  - Neoporteria napina
  - Neoporteria nidus
  - Neoporteria occulta
  - Neoporteria odieri
  - Neoporteria recondita
  - Neoporteria simulans
  - Neoporteria strausiana
  - Neoporteria subgibbosa
  - Neoporteria taltalensis
  - Neoporteria umadeave
  - Neoporteria villosa

- Neoraimondia - fam. Cactacées (Cactus)
  - Neoraimondia arequipensis
  - Neoraimondia herzogiana
  - Neoraimondia roseiflora

- Neowerdermannia - fam. Cactacées (Cactus)
  - Neowerdermannia chilensis
  - Neowerdermannia vorwerkii